# Condado de Clinton (Ohio)
O Condado de Clinton é um dos 88 condados do Estado americano de Ohio. A sede do condado é Wilmington, e sua maior cidade é Wilmington. O condado possui uma área de 1 068 km² (dos quais 4 km² estão cobertos por água), uma população de 40 543 habitantes, e uma densidade populacional de 38 hab/km² (segundo o censo nacional de 2000). O condado foi fundado em 1 de março de 1810.